# Crédit renouvelable
 (juin 2009).
Le crédit renouvelable (autrefois appelé crédit permanent ou en anglais revolving credit) est une forme de crédit consistant à mettre à disposition d’un emprunteur une somme d’argent réutilisable au fur et à mesure de son remboursement pour financer des achats non prédéfinis. Il constitue une formule particulière de crédit à la consommation et relève par conséquent de la règlementation afférente.
Le renouvellement du crédit permanent s’opère au fur et à mesure des remboursements de l’emprunteur dans la limite du montant autorisé par l’organisme et à concurrence de la partie remboursée. Cette formule de crédit est généralement assortie d’une carte de crédit utilisable dans le réseau des commerces affiliés qui acceptent cette carte. Si cette formule présente l’avantage de la souplesse, elle est généralement coûteuse, peut constituer une incitation dangereuse à la surconsommation — voire au surendettement — et nécessite donc une excellente gestion de son compte.
Le succès du crédit renouvelable repose sur une demande importante et durable de crédits de petits montants, provenant d’une clientèle nombreuse et solvable dans la majorité des cas.
Cette forme de crédit à la consommation a suscité diverses critiques, notamment de la part d’associations de consommateurs et de parlementaires de droite comme de gauche[réf. non conforme] qui ont mis en cause son rôle dans le surendettement des ménages.
En France, la loi no 2010-737 portant réforme du crédit à la consommation dite Loi Lagarde a profondément modifié les pratiques : raccourcissement de la durée des crédits, choix entre crédit renouvelable et crédit amortissable, absence d'avantage commercial lié à la souscription d'un crédit, prévention du surendettement, interdiction de la publicité trompeuse…

## Principe
Crédit « reconstituable », il permet à l'emprunteur de disposer, librement et en permanence, d'une certaine somme d'argent.
Le montant ainsi disponible — parfois appelé « réserve » — se reconstitue chaque mois au fur et à mesure des remboursements effectués, dans la limite autorisée.

## Types
Ce crédit peut se pratiquer sous l'une et/ou les deux formes suivantes :
- la « ligne de crédit » : le crédit s'apparente alors à une autorisation de découvert renouvelable, liée au compte bancaire de l'emprunteur et celui-ci puise alors dans la réserve de trésorerie qui lui est consentie, soit par chèque, soit par virement ;

- la carte de crédit : le crédit renouvelable peut effectivement être associé à une carte bancaire, une carte d'achat nominative émise par certains grands magasins, ou encore une carte de crédit spécifique émise par certains organismes financiers.

## Montant
Le montant du crédit est en fonction des revenus, des autres crédits éventuellement contractés et de la relation du client avec son banquier. Le montant est calculé selon le taux d'endettement, et du reste à vivre de l'emprunteur au même titre que pour les crédits personnel à la consommation.

## Durée
La durée du contrat est limitée à 1 an (renouvellement par tacite reconduction). Trois mois avant la date « anniversaire » de l’ouverture du compte, l’établissement de crédit doit obligatoirement remettre à l’emprunteur une offre de renouvellement (arrêt de la première chambre civile de la Cour de cassation du 18 septembre 1998) ; de plus, l’augmentation du plafond prêté doit faire l’objet d’une nouvelle offre de crédit (arrêt de la première chambre civile de la Cour de cassation du 17 mars 1998, Mlle S. c/ Finaref).
Une réserve d'argent remboursée et non utilisée sur une période de deux ans (contrat inactif), se verra automatiquement clôturée (loi Chatel , modifiée par la loi Lagarde, puis par la loi Hamon).

## Intérêts
Les intérêts sont décomptés sur les sommes restant dues à la fin de chaque mois. Le TEG (taux effectif global) varie mais est souvent de l'ordre de 20 % (le taux d'usure étant souvent de l'ordre de 21 %).
L'astuce de nombreuses sociétés de crédit revolving est d'affecter une grande partie des remboursements mensuels à des frais divers et variés (frais d'envois, frais de prélèvements, frais d'assurance, frais de tenue de compte) ce qui diminue d'autant la part du capital remboursé qui est parfois insignifiante. La durée de remboursement du crédit revolving quand on ne puise pas dans la réserve disponible peut alors être extrêmement longue.

## Garanties
La souscription d'une assurance décès et invalidité est facultative. Un organisme de crédit ne peut refuser au client le crédit sur le seul motif du refus de signature de l'assurance.
Appelé également garantie, à la signature du contrat, si un déblocage total ou partiel des fonds est demandé à un taux différent du contrat directeur, une offre spéciale doit être signée par le client. Par exemple : capital mis à disposition 10 000 € au TAEG (taux annuel effectif global) 16,22 % // Capital emprunté ou utilisé à l'ouverture : 2 000 € au TAEG de 9,9 %, selon la loi Chatel.

## Remboursement
Le rythme des remboursements est laissé au choix du bénéficiaire dans la limite du respect d'un minimum mensuel. Les établissements de crédits proposent bien souvent deux modes de remboursement : le mode rapide et le mode lent. Ils permettent de rembourser plus ou moins rapidement la réserve utilisée en faisant varier le montant des mensualités.
Comme pour tout crédit, chaque mensualité se décompose de deux parties : la première a pour objet le paiement des intérêts dû sur le capital effectivement emprunté, la seconde a pour objet le remboursement d'une partie du capital emprunté. Remboursement anticipé, partiel ou total, possible à tout moment, sans pénalités.

## Protection de l'emprunteur
S'agissant d'un crédit à la consommation dont la durée est généralement supérieure à 3 mois et le montant inférieur à 75 000 € (depuis la loi Lagarde de 2010), la loi Scrivener s'applique, visant à informer et à protéger le consommateur :
- offre préalable de prêt, précisant notamment le montant maximal du crédit, son coût total, les conditions et le coût de l'assurance éventuelle,
- délai de réflexion appelé date de validité de l'offre, de 15 jours, pour permettre à l'emprunteur d'étudier les termes du contrat, et de permettre à l'organisme de crédit, d'annuler une vente sans retour du contrat celui-ci étant périmé au-delà de cette période.
- et délai de rétractation de 14 jours une fois l'offre préalable de prêt signée, et si le contrat est conclu à distance, durant lequel l'emprunteur peut encore se rétracter. Ce délai est ramené à 7 jours dans le cas contraire.

## Différences entre le crédit renouvelable et le prêt personnel
Le prêt personnel permet d'obtenir une somme à rembourser sur une période établie clairement dès le départ dont la fin est matérialisée par le paiement de la dernière échéance. Il est dit amortissable, c'est-à-dire que le capital restant dû diminuent progressivement et de manière linéaire dans le temps.
Le crédit renouvelable est une réserve d'argent (plafonnée) disponible à tout moment. Le remboursement se fait en fonction de l'argent qui a réellement été utilisé (pas sur la totalité de la réserve disponible). Si la réserve est de 1000€ et que seulement 100€ ont été utilisés, les remboursements se font sur cette somme. Et ainsi la réserve d'argent se reconstitue. Tant que le plafond de la réserve n'a pas été atteint, le crédit renouvelable reste disponible. 
Ce dernier est pourvu d'un TAEG plus important que le prêt personnel. Les deux prêts peuvent être utilisés à n'importe quelle fin.

## À l'étranger
À l'étranger, le fonctionnement d'un crédit renouvelable est sensiblement le même qu'en France. Il est quasiment toujours assorti d'une carte de crédit. L'emprunteur est libre dans ses remboursements, mais toujours avec un minimum mensuel obligatoire. Il existe toutefois quelques différences avec la France :
en Belgique par exemple, le crédit doit avoir été remboursé complètement au moins une fois tous les 3 ans si le montant de la réserve est inférieur à 3 000 €, et au moins une fois tous les 5 ans si le montant de la réserve est supérieur à 5 000 €. La date ultime à laquelle la réserve doit être obligatoirement remboursée au moins une fois est appelée date de zérotage. 
L'emprunteur peut effectuer ses remboursements par virement (le remboursement par prélèvement n'est donc pas imposé).
La réserve autorisée augmente en fonction de l'historique de celle-ci.
Dans certains pays, comme aux États-Unis, au Canada ou même en Belgique, le crédit renouvelable est devenu très répandu, voire indispensable, lorsque les banques ne proposent pas de cartes de crédit type Visa ou Mastercard rattaché au compte courant, mais uniquement des cartes de débit Maestro ou Electron.